# Poreuomena wilverthi
Poreuomena wilverthi är en insektsart som beskrevs av Griffini 1908. Poreuomena wilverthi ingår i släktet Poreuomena och familjen vårtbitare. Inga underarter finns listade i Catalogue of Life.